# Marcos Galarza
Marcos Adrián Galarza (Morón, Argentina, 3 de abril de 1984) es un futbolista que juega como defensor en UAI Urquiza de la Primera B Metropolitana, tercera división del fútbol argentino.

## Biografía

### Banfield
Siendo muy pequeño realizó múltiples deportes, eligiendo al Club Atlético Banfield para comenzar su carrera como futbolista. Allí realizó las divisiones inferiores hasta llegar al primer equipo. 
Debutó como profesional en el año 2002. Desde ese momento, demostró un gran nivel, convirtiendo goles y teniendo un buen pasar por el "Taladro". Sin embargo, no era muy querido por los hinchas del club, además de que su rendimiento decayó notablemente, y de haber sufrido una rotura de meniscos que lo mantuvo fuera de las canchas durante 4 meses. Hizo rehabilitación y entrenó con las divisiones inferiores, pero nunca con el plantel profesional. Se produjo una disputa entre el club y el jugador debido a los pagos del tratamiento. Todo finalizó con una salida polémica por parte del jugador del club al finalizar el contrato en el año 2009.

### Fútbol Israelí
Emigró al fútbol israelí luego de jugar en Banfield y de su salida confusa del club que lo vio nacer. El Hapoel Be'er Sheva fue el club que lo fichó. Su primera experiencia en el exterior fue un tanto accidentada debido a que solo jugó 3 meses debido a que hubo algunos problemas con el técnico que lo llevó a dicho club.

### San Martín de San Juan y vuelta a Banfield
A mediados del año 2010, Galarza firmó para el Club Atlético San Martín de San Juan de la Primera B Nacional luego de su paso por el fútbol israelí. Tuvo unas buenas temporadas en el club sanjuanino, con un ascenso a la Primera División de por medio. 
Sin embargo, en 2012, volvió a Banfield, donde fue muy resistido por los aficionados. Disputó 19 partidos y rescindió su contato al finalizar el Campeonato de Primera B Nacional 2012/13.

### Nueva Chicago
A finales de junio de 2014, Galarza ficha para el Club Atlético Nueva Chicago de la Primera B Nacional. Se afianzó como titular en el lateral derecho y disputó 19 partidos a lo largo del campeonato. Su equipo logró el ascenso a la Primera División, luego de estar más 7 años en el ascenso.
Durante el Campeonato de Primera División 2015, jugó 25 de los 30 partidos. Su equipo perdería la categoría a pesar de una racha de 5 victorias consecutivas en el final del torneo.
Finalizado su contrato el 31 de diciembre de 2015, luego del descenso de su equipo a la Primera B Nacional, y con el agravante de las deudas salariales que el club mantenía con el plantel, decidió buscar otro club. Como resumen, alternando buenos y malos rendimientos, disputó 44 partidos en un año y medio en Nueva Chicago, teniendo siempre la continuidad que había venido a buscar.

### UAI Urquiza
En enero de 2016 firmó contrato con el Club Deportivo UAI Urquiza de la Primera B Metropolitana, tercera división del fútbol argentino.

## Clubes
| Club                  | País      | Año             |
| --------------------- | --------- | --------------- |
| Banfield              | Argentina | 2002 - 2009     |
| Hapoel Be'er Sheva    | Israel    | 2009            |
| San Martín (San Juan) | Argentina | 2010 - 2012     |
| Banfield              | Argentina | 2012 - 2014     |
| Nueva Chicago         | Argentina | 2014 - 2015     |
| UAI Urquiza           | Argentina | 2016 - Presente |

## Palmarés
| Club                  | Campeonato                 | País      | Año         |
| --------------------- | -------------------------- | --------- | ----------- |
| San Martín (San Juan) | Ascenso a Primera División | Argentina | 2010 - 2011 |
| Nueva Chicago         | Ascenso a Primera División | Argentina | 2014        |